# جون إل. هاردينغ
جون إل. هاردينغ (بالإنجليزية: John L. Harding)‏ هو سياسي أمريكي، ولد في 1780، وتوفي في 15 أكتوبر 1837. انتخب قاضي (1831 – 1835) وانتخب عمدة فريدريك (1823 – 1826).